# Desetnik
 Ovo je glavno značenje pojma Desetnik. Za naselje u općini Kakanj, BiH pogledajte Desetnik (Kakanj, BiH).
Desetnik (desetnica) je drugi niži dočasnički vojni čin u Hrvatskoj vojsci, nakon čina skupnik. Slijedni čin je narednik. 
Čin desetnik ima NATO klasifikaciju: OR-5.  
Skračena oznaka: ds
U Američkoj vojsci mu odgovara čin Sergeant. 
U Američkoj vojsci (Army) skraćenica je: (SGT), dok je u Američkim marincima (Marines) skraćenica: (Sgt)

* Vojni i dočasnički činovi u HV:
Vojnici:
vojnik,
pozornik,
razvodnik
Niži dočasnici:
skupnik,
desetnik,
narednik
Viši dočasnici:
nadnarednik,
stožerni narednik,
časnički namjesnik